# إميلي إيستمان
إميلي إيستمان (بالإنجليزية: Emily Eastman)‏ هي رسامة أمريكية، (ولدت في لودون في الولايات المتحدة 1804  م).